# ブー・マイン・クオン
ブー・マイン・クオン（Vũ Mạnh Cường / 武孟强、1974年4月25日 - ）は、ベトナムのハイズオン省出身の卓球選手。
ベトナム卓球界の先駆けとされており、1991年に日本の千葉市で開催された世界卓球選手権に出場している。1995年にはタイのチェンマイで開催された東南アジア競技大会でシングルスで優勝、2001年のマレーシアのクアラルンプールで開催された同大会でもシングルスで優勝を果たした。